# Legio
Legio je hudební album skupiny Kárpátia. Vydáno bylo v roce 2013.

## Seznam skladeb
1. Légiós dal (új felvétel)
2. Abból a fából
3. A haza minden előtt
4. Hol vagytok székelyek?
5. Piszkos Fred
6. Egy az Isten egy a nemzet
7. Egy nap az élet
8. Az én hitem
9. Barátom mondd merre vagy
10. Ballada
11. Pálinka
12. Mesélj még nekem
13. Neveket akarok hallani
14. Magyarország katonái
15. Mézeskalács
16. Civitas fortissima
17. Bizalmam az ősi erényben
18. Gyermekáldás